# Conoidasida
A Conoidasida az Alveolata Apicomplexa törzsének parazitákból álló osztálya. 1988-ban írta le Levine, és 2 alosztálya van, ezek a Coccidia és a Gregarinasina. Mindegyikében teljes, üreges csonka kúp alakú konoid van. A Gregarinasina általában gerincteleneket fertőz, érett gamontái sejten kívül élnek, míg a Coccidia elsősorban gerinceseket fertőz, gamontái sejten belül élnek.

## Leírás
A legtöbb fajban van csonka kúp alakú teljes konoid.
Minden faj életciklusában megtalálható ivaros és ivartalan szaporodás is. A zigóták oocisztafalat alkotnak a meiózis során, melyet néha mitózis követ. E sporogónia féreg alakú fertőző sporozoitákat ad.
Többszörös mitózis (szkizogónia) is történik a trofozoita merogóniája és a gametogónia során.

### Mozgás
Egyes fajok mikrogamétái ostorosak. A többi ivarsejt és más mozgó állapot siklik vagy rugalmasan változtatja alakját. Egyes fajokban van álláb, de azt csak fagocitózisra használja.

## Fertőzés

### Hepatozoon
Egyes fajai, például a Hepatozoon lainsoni gyíkok, például az Ameiva ameiva monocitáiban és perifériás eritrocitáiban élnek. Ezek a monociták magvait laterálisan eltolják. A Hepatozoon többi tagja közül a Hepatozoon caimani kajmánokat, a Hepatozoon cevapii, a Hepatozoon massardii, a Hepatozoon cuestensis és a Hepatozoon musa kígyókat fertőznek. Az oroszlánt és más macskaféléket fertőzi a Hepatozoon felis, a Vulpes és Canis fajait a Hepatozoon canis. A Hepatozoon heteroxén életciklusú hemoparazita, felváltva fertőz gerinceseket és vérszívókat. Thomas et al. 2024-es elemzésében 60 emlősfajnál találtak Hepatozoon-fertőzést (hepatozoonózis).

### Cytauxzoon
A Cytauxzoon Északnyugat-Kínában eurázsiai hiúzokat (Lynx lynx) fertőz.

## Fordítás
Ez a szócikk részben vagy egészben  a   Conoidasida című angol Wikipédia-szócikk ezen változatának fordításán alapul.  Az eredeti cikk szerkesztőit annak laptörténete sorolja fel. Ez a jelzés csupán a megfogalmazás eredetét és a szerzői jogokat jelzi, nem szolgál a cikkben szereplő információk forrásmegjelöléseként.